# Arvin Appiah
Arvin Appiah (Ámsterdam, 1 de enero de 2001) es un futbolista neerlandés, nacionalizado británico, que juega en la posición de centrocampista en el Amiens S. C. de la Ligue 2.

## Trayectoria
Arvin Appiah nació en Ámsterdam, a los seis años de edad se mudó a Nottingham en Inglaterra, donde se desarrolló como futbolista. Appiah es de ascendencia ghanesa.
Hizo su debut profesional con el Nottingham Forest F. C. el 30 de octubre de 2018, saliendo desde el banquillo en el minuto 85 y anotando un gol en el encuentro de la cuarta ronda de la Copa de la Liga contra el Burton Albion F. C., partido que acabó con derrota para el Nottingham Forest por 3 goles a 2.
El 23 de enero de 2019 firmó un contrato con el primer equipo del Nottingham Forest por cuatro años y medio. Sin embargo, poco más de seis meses después de firmar dicho contrato, se hizo oficial su fichaje por parte de la U. D. Almería. Firmó por 5 temporadas. El precio del traspaso fue de 8,8 millones de euros, lo que lo convirtió en el fichaje más caro de la historia de la Segunda División de España y de la historia de la U. D. Almería.
Hizo su debut el 6 de octubre de 2019 ante el Deportivo de La Coruña en Riazor y el 20 de junio de 2020 marcó su primer gol en la victoria de la U. D. Almería por 0-2 ante el Real Zaragoza en La Romareda.
El 1 de febrero de 2021 fue cedido al C. D. Lugo hasta final de temporada, después de haber jugado cuatro partidos hasta la fecha en lo que se llevaba de curso. Regresó a Almería para la campaña 2021-22, que terminó con el ascenso a Primera División. No se quedó en el club para vivir esta experiencia, ya que el 1 de septiembre fue prestado al C. D. Tenerife hasta la finalización del curso. En el conjunto isleño disputó trece encuentros antes de cancelarse la cesión el 30 de diciembre. Entonces volvió a ser cedido, siendo el Málaga C. F. su destino.
En agosto de 2023 acumuló una nueva cesión que le permitió regresar a Inglaterra para jugar en el Rotherham United F. C. Las siguientes dos temporadas también fue cedido, esta vez al C. D. Nacional portugués y al Amiens S. C. francés.

## Selección nacional
Jugó para la selección de fútbol sub-19 de Inglaterra. En mayo de 2018 marcó para su selección, en aquel momento la selección de fútbol sub-17 de Inglaterra, en un partido que les enfrentaba a la selección de fútbol sub-17 de Italia en la fase de grupos del Campeonato Europeo Sub-17 de la UEFA 2018. Posteriormente, la selección de fútbol sub-17 de Inglaterra fue eliminada por la selección de fútbol sub-17 de los Países Bajos en la semifinal, en concreto en la tanda de penaltis, en la que Arvin Appiah transformó con éxito su lanzamiento.

## Clubes
| Club                            | País       | Año       |
| ------------------------------- | ---------- | --------- |
| Nottingham Forest F. C.         | Inglaterra | 2018-2019 |
| U. D. Almería                   | España     | 2019-act. |
| C. D. Lugo (cedido)             | España     | 2021      |
| C. D. Tenerife (cedido)         | España     | 2022      |
| Málaga C. F. (cedido)           | España     | 2023      |
| Rotherham United F. C. (cedido) | Inglaterra | 2023-2024 |
| C. D. Nacional (cedido)         | Portugal   | 2024-2025 |
| Amiens S. C. (cedido)           | Francia    | 2025-act. |